# Ossingen
Ossingen ist eine politische Gemeinde im Bezirk Andelfingen, dem Weinland des Kantons Zürich in der Schweiz.

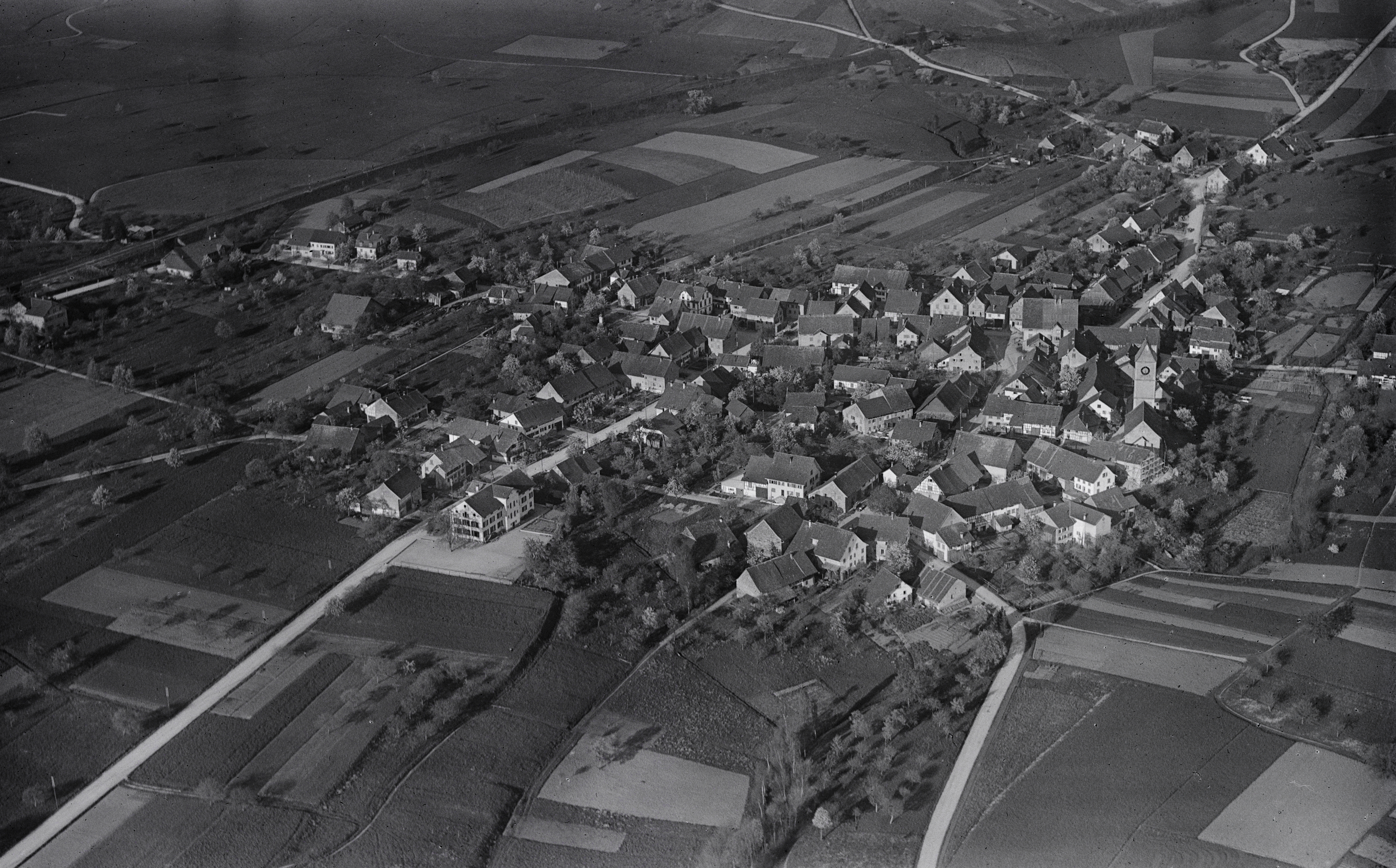
Historisches Luftbild von Walter Mittelholzer (1923)

## Wappen
Blasonierung:
In Silber ein hängendes rotes Weidenblatt

## Geographie

### Lage
Die Gemeinde liegt vier Kilometer ostnordöstlich von Kleinandelfingen, Richtung Unterstammheim.

### Burghof
Der Burghof ist ein teilweise unter Heimatschutz stehender kleiner Weiler, 3 km östlich von Ossingen (zwischen Ossingen und Gütighausen) gelegen. Der Weiler besteht aus acht bewohnten Häusern.
Die erste Eintragung eines Jucker-Hauses stammt aus dem Jahre 1741: «Es waren da die beiden Brüder, Hans und Peter Jucker, die das Grenzland Burghof für 211.50 Geldeinheiten am 4. Mai 1741 erwarben.»
Heute wird hier Wein-/Obstbau (Burghofer) und Kälbermast betrieben. Einige Gebäude stehen unter Denkmalschutz.

### Gisenhard
Die Siedlung Gisenhard wurde als «Gisinhard» (Weidewald des Giso) erstmals im Jahre 831 urkundlich erwähnt. Ursprüngliche Geschlechter sind Graf (Lehnsbauer um 1380), Sigg und Kübler (Güterbesitzer um 1550).
Politisch gehört Gisenhard nunmehr – geschichtlich vermerkt sind die Zugehörigkeit zum Kloster St. Gallen (ab 831) und dem Kloster St. Peter in Konstanz (ab 1359) – zur Gemeinde Ossingen. Die geographische Lage des Weilers macht ihn zum Schnittpunkt der Strecken Frauenfeld–Schaffhausen und Winterthur–Stein am Rhein.

### Langenmoos
Das Langenmoos ist ein Weiler nordwestlich von Ossingen mit rund 20 Einwohnern.

### Husemersee
Der Husemersee gehört zur sogenannten Andelfinger Seenplatte. Die Naturseen, die den Husemersee bilden, liegen zwischen Trüllikon und Ossingen und werden vom Wattbach gespeist. Der in einem Naturschutzgebiet gelegene Kleinsee wurde 1994 in die Liste der Flachmoore von nationaler Bedeutung aufgenommen. Vom Bahnhof Ossingen erreicht man den Husemersee in einer halben Stunde zu Fuss.

## Geschichte
Neolithische Sumpfrandsiedlungen am Husemersee und hallstattzeitliche Grabhügel im Speck und im Hattlebuck weisen auf eine frühe Besiedlung hin. Aus der römischen Zeit gab es Funde im Goldbuck (Kalkbrennofen) und bei Burghof (Brandgrab). Im Goldbuck stiess man auf ein frühmittelalterliches Gräberfeld.
Wie in anderen Riedzonen des Kantons Zürich existierten im ausgehenden Mittelalter und in der frühen Neuzeit auch in Ossingen zahlreiche Weiher, die der Fischzucht dienten: kommerzielle Fischteichbewirtschaftung als Haupt- und Nebenerwerb in natürlichen oder künstlich angelegten Weihern.
Ossingen wurde urkundlich erstmals 1230 als de Ozzingin erwähnt. Im Hochmittelalter bildete ein Kelnhof das grund- und gerichtsherrliche Verwaltungszentrum des Klosters Reichenau. Es ging später als Reichenauer Lehen an die Kyburger und nach deren Aussterben 1264 an die Habsburger. 1377 wurde es als Teil des ehemaligen habsburgischen Amtes Andelfingen an die Hohenlandenberger verpfändet, bis es dann 1434 mit diesem zu Zürich kam.
Am Ausgang des Lattenbachtobels steht das Schloss Wyden.

## Bevölkerung
| Jahr      | 1682 | 1850 | 1900 | 1950 | 2000 | 2005 | 2010 | 2015 | 2020 | 2022 |
| --------- | ---- | ---- | ---- | ---- | ---- | ---- | ---- | ---- | ---- | ---- |
| Einwohner | 974  | 1198 | 930  | 805  | 1282 | 1296 | 1341 | 1422 | 1726 | 1710 |

## Politik
Gemeindepräsident ist Martin Widmer (parteilos, Stand 2023).
Bei der Nationalratswahl 2019 erreichten die Parteien folgende Wähleranteile: SVP 40,56 %, FDP 12,16 %, glp 11,60 %, SP 10,45 %, Grüne 9,79 %, EVP 5,86 %, CVP 3,13 %, BDP 2,61 %, EDU 1,51 % und andere (8) 2,33 %.
Die Wähleranteile bei der Nationalratswahl 2023: SVP 37,74 % (−2,82 %), SP 14,15 % (+3,69 %), FDP 11,33 % (−0,83 %), glp 10,76 % (−0,83 %), Die Mitte 10,7 % (+4,96 %), Grüne 7,89 % (−1,91 %), EVP 3,74 % (−2,12 %), Aufrecht Zürich 1,24 %, andere (12) 2,45 %.

## Galerie

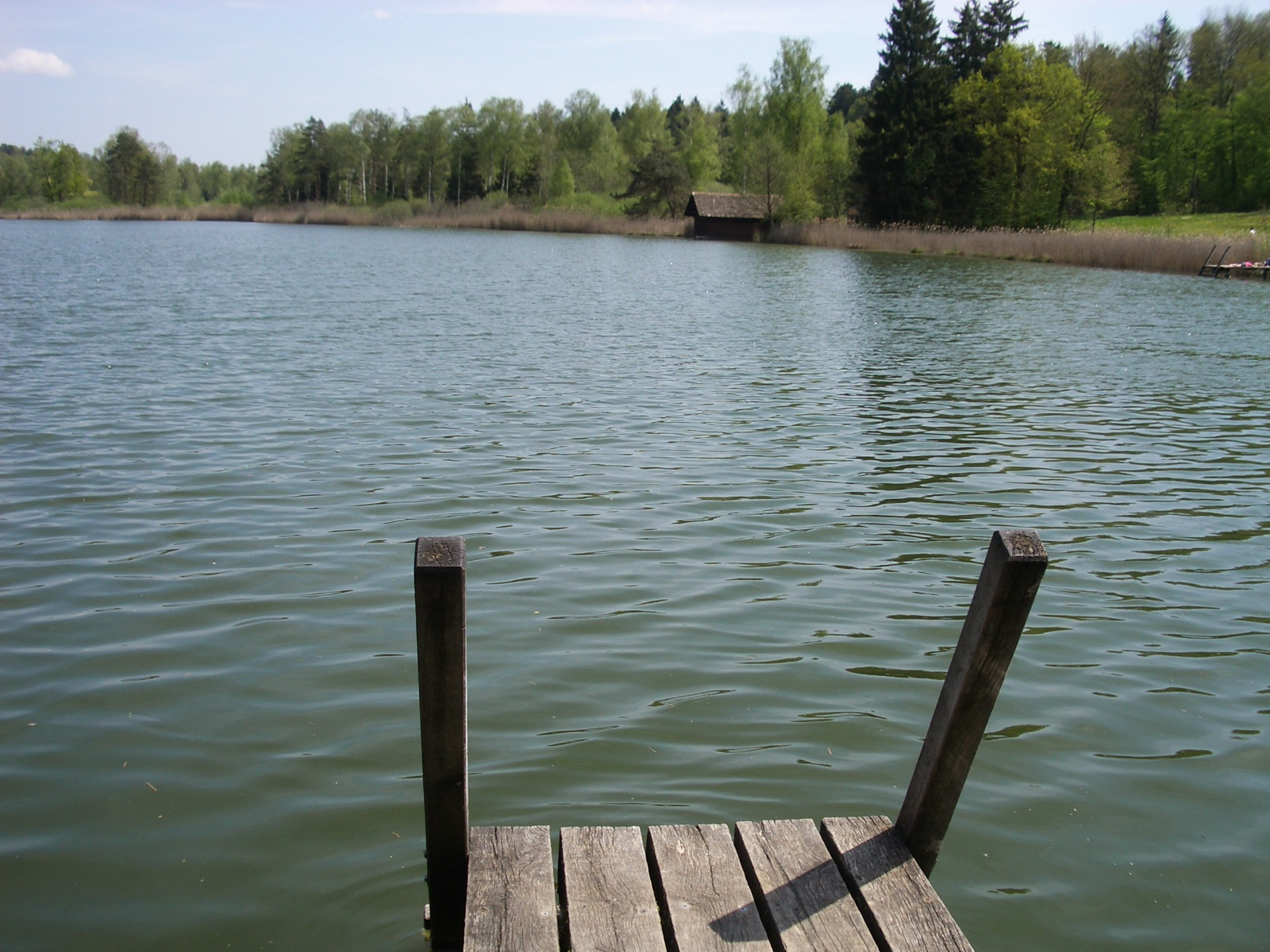
Husemersee
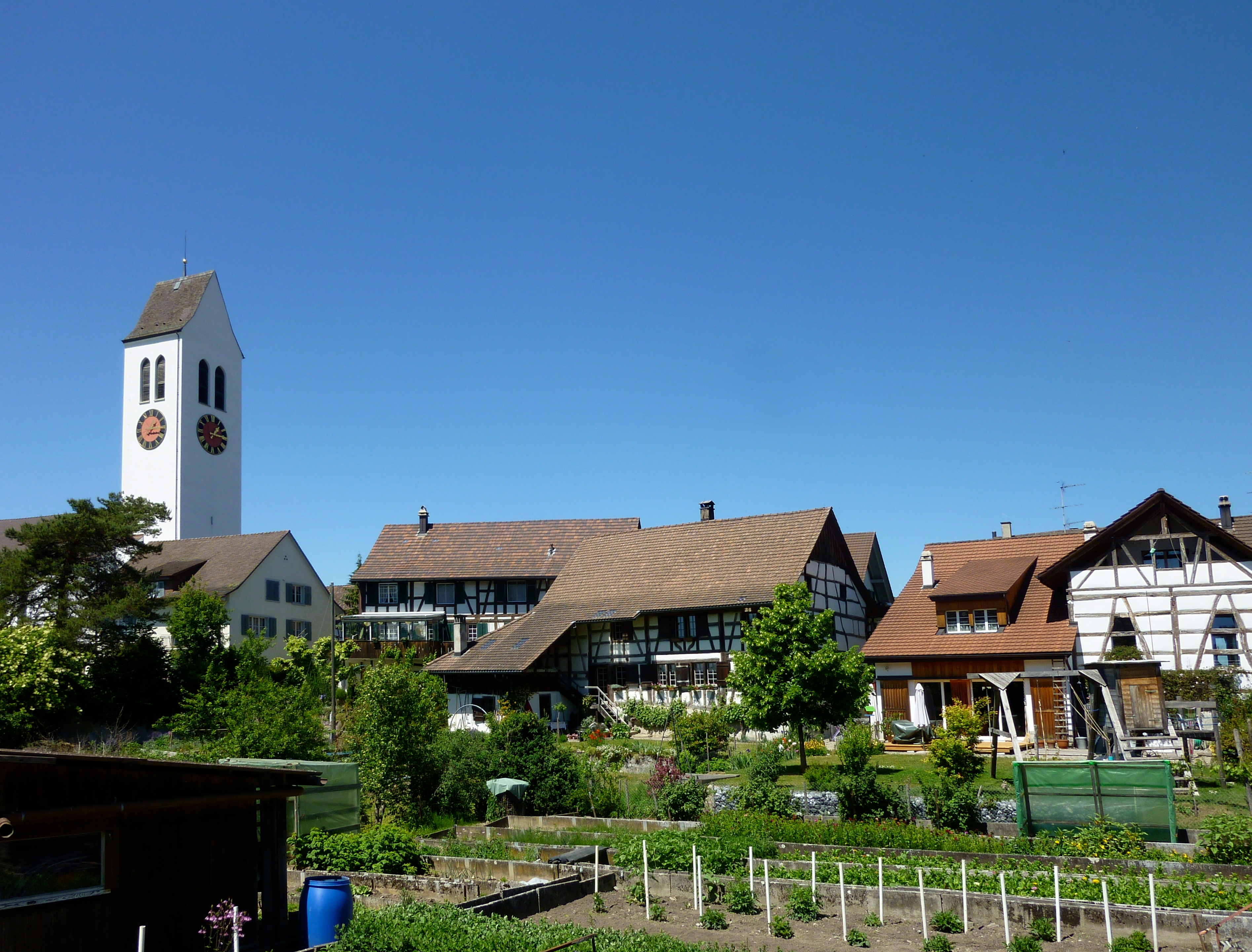
Dorfkirche
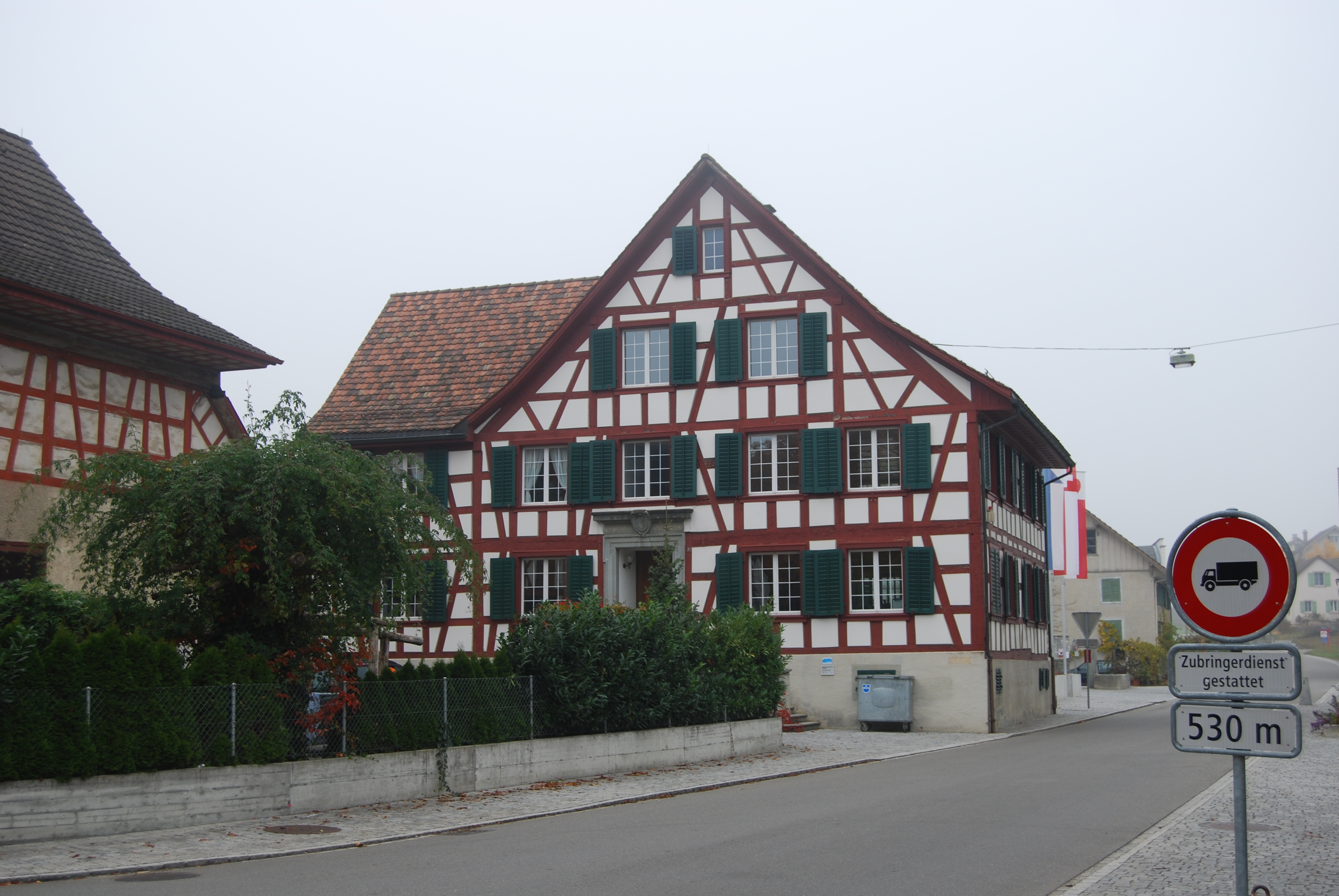
Fachwerkbauten
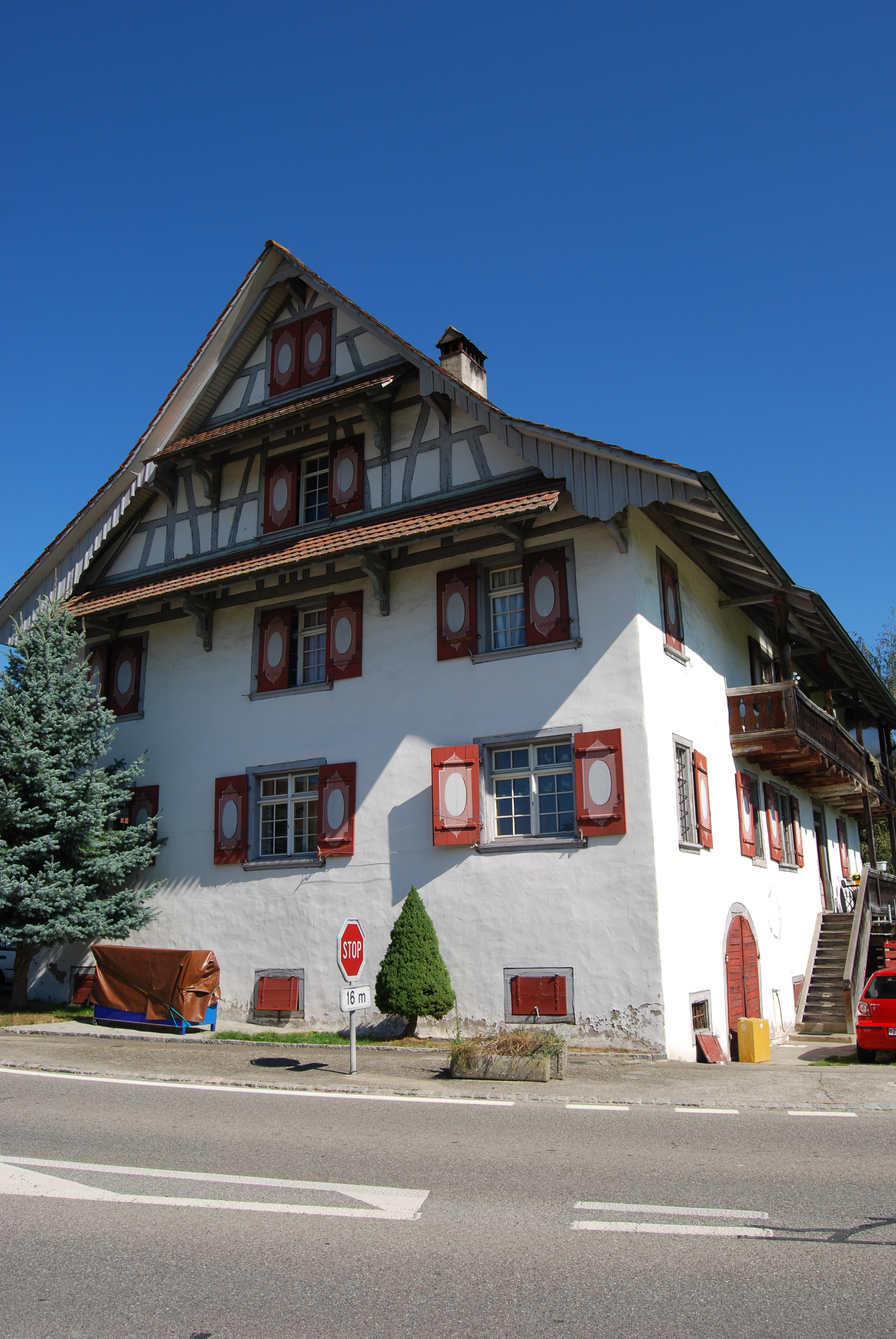
Restaurant «Sonne», Gisenhard